# Famille Baucheron de Boissoudy
La famille Baucheron de Boissoudy, anciennement Baucheron, est une famille subsistante de la noblesse française d'Ancien Régime.
Elle est originaire du Berry, d'Issoudun dans le département de l'Indre.

## Histoire
Gustave Chaix d'Est-Ange écrit que cette famille occupait dès le XVIIe siècle un rang distingué au sein de la bourgeoisie de sa province. Il fait débuter la filiation avec maître Sylvain Baucheron, sieur de Pellegrue, qui avait épousé vers 1680 Anne Denis.
Elle s’est divisée en pas moins de seize branches dont, notamment celles de Boissoudy, de Lècherolle, de Lavauverthe et de Pelgrue. Après avoir occupé de nombreuses charges dont, entre autres, celles de président au présidial de La Châtre (Philippe, seigneur de Lavauverthe), de secrétaire du roi, maison et couronne de France (Philippe, seigneur de Pelgrue et de Lècherolle, reçu en 1752), etc., elle comparut à l’assemblée de la noblesse du Berry en 1789, en la personne de Pierre-Philippe Baucheron de Boissoudy, officier au régiment de Boisgelin, pour lui-même et son frère Lècherolle. En 2024, la branche de Boissoudy est la seule subsistante.

## Généalogie simplifiée
Les actes d'état civil permettent d'établir la descendance depuis le mariage de Philippe Baucheron (1692-1757) et de Marie Anne Catherinot. De leurs onze enfants, deux seulement ont une postérité : branche « Baucheron de Lècherolle » (éteinte en 1993) et branche « Baucheron de Boissoudy » (nombreuse descendance en 2024).
- Philippe Baucheron (3 novembre 1692 à Issoudun - 26 février 1757 à Issoudun), écuyer, seigneur de Lècherolle, de Pellegrue et de Boissoudy. Le 29 avril 1727 à Châteauroux, en l'église Saint-André, il épouse Marie Anne Catherinot.
  - Michel Cyr Baucheron (1734 à Issoudun - 1808 à Issoudun), seigneur de Lècherolle. Le 26 avril 1768 à Poilly-sur-Tholon, il épouse Julie Louise de Dryas.
    - Pierre Philippe Baucheron de Lècherolle (6 mars 1769 à Issoudun - 2 décembre 1826 à Issoudun), maire, conseille général. Le 11 janvier 1791 à Mâron, il épouse Marie Jeanne de Lassée.
      - Paul Baucheron de Lècherolle (8 avril 1794 à Issoudun - 4 juin 1877 à Mâron), officier d'artillerie, maire de Mâron, conseiller général du canton d'Issoudun-Sud de 1852 à 1858, puis du canton d'Ardentes de 1874 à 1877. Le 11 avril 1826 à Orléans, il épouse Zélie de Madières.
        - Pierre Philippe Baucheron de Lècherolle (9 décembre 1833 à Orléans - 9 novembre 1889 à Lourouer-Saint-Laurent, vice président du conseil général de l'Indre. Le 20 juillet 1863 à Lourouer-Saint-Laurent, il épouse Louise Marguerite Angèle Papet, fille de Gustave Papet, médecin connu pour son amitié avec George Sand.
        - Paul Baucheron de Lècherolle (1835 à Orléans - 3 janvier 1892 à Châteauroux), conseiller général du canton d'Ardentes de 1889 à 1892. Le 11 juillet 1876 à Tours, il épouse Claire Marie Isabelle Martinet.
          - Raoul Baucheron de Lècherolle (1er juin 1877 à Mâron - 10 septembre 1951 à Mâron). Le 18 avril 1914 à Orléans, il épouse Marguerite Crublier de Fougères.
            - Bernadette Marie Thérèse Jeanne Baucheron de Lècherolle (1919-1993)[3] épouse Charles Ghislain Marie de Saint-Pol (1914-1991)[4]. Elle est la dernière à porter le nom « Baucheron de Lècherolle »[5].

      - Jules Philippe Baucheron de Lècherolle (22 juillet 1801 à Issoudun - 27 novembre 1883 à Issoudun), officier de cavalerie. Le 20 avril 1828 à Issoudun, il épouse Adélaïde Gaudeffroy.
        - Marie Claire Baucheron de Lècherolle (24 mars 1830 à Issoudun - 21 février 1876 à Paris). Le 3 mai 1848 à Saint-Florentin (Indre), elle épouse Léon de Chalvet de Rochemonteix
          - Maxence de Chalvet (1849-1891), égyptologue.

  - Pierre Philippe Baucheron de Boissoudy (1er janvier 1744 à Issoudun - 1er décembre 1816 à Paris), seigneur de Boissoudy, écuyer, lieutenant au régiment de Boisgelin-infanterie, receveur des finances à Issoudun. Le 7 août 1764 à Issoudun en l'église Saint-Jean, il épouse Marie Élisabeth Sophie Pougin.
    - Pierre René Baucheron de Boissoudy (13 janvier 1766 à Issoudun - 5 octobre 1805 à Lion-en-Sullias), de la compagnie des chevau-légers de la Garde du Roi, conseiller général du Loiret. Le 23 septembre 1788 à Sully-sur-Loire, il épouse Louise de Corsembleu.
      - Benigne Fraternité Baucheron de Boissoudy (9 novembre 1793 à Sully-sur-Loire - 15 avril 1879 à Lion-En-Sullias. Le 13 septembre 1814  à Sully-sur-Loire, il épouse Marie Pauline Victorine Lebert.
        - Charles Marie Victor Baucheron de Boissoudy (13 septembre 1827 à Lion-En-Sullias - 25 juin 1902 à Brétigny-sur-Orge, ingénieur. Le 9 août 1854 à Issoudun, il épouse Marie Henriette Victoire de Nègre.
          - Paul Victor Marie Gaston Baucheron de Boissoudy (29 mars 1860 à Saint-Léger-du-Bois - 31 décembre 1926 aux Sables-d'Olonne. Le 27 septembre 1888 à Thézan-des-Corbières, il épouse Paule Marie Françoise de La Chapelle.
            - Charles Marie François Xavier Baucheron de Boissoudy (30 juillet 1900 à Brétigny-sur-Orge - 11 juillet 1975 à Vannes)[6], lieutenant d'infanterie, chevalier de la Légion d'honneur[7]. Le 8 août 1921 à Ablon-sur-Seine, il épouse Charlotte Madeleine Eugénie Cécile Pasquet[7].
              - Michel Marie Francois Regis Baucheron de Boissoudy (1923-2007)[8], salésien de Don Bosco, prêtre éducateur[7].
              - Pierre Marie Charles Baucheron de Boissoudy (1925-2018)[9], instructeur à l'École spéciale militaire de Saint-Cyr, chevalier de la Légion d'honneur[7]. En août 1961, il épouse Bernadette Couraye du Parc. La famille s'installe en Allemagne puis à Bourges[10].
                - François-Xavier Baucheron de Boissoudy (1966), artiste peintre.

      - Armand Baucheron de Boissoudy (31 juillet 1795 à Sully-sur-Loire - 5 septembre 1873 à Cosne-sur-Loire), juge d'instruction au tribunal de Gien. Le 19 juillet 1825 à Cosne sur Loire, il épouse Marie Louise Esther de Chassy.
        - Philippe Baucheron de Boissoudy (26 février 1830 à Gien - 9 novembre 1903 à Saint-Père-sur-Loire), officier de marine, vice-amiral, élevé à la dignité de grand officier de la Légion d'honneur en 1921, chevalier de l'ordre de la Couronne de fer[11]. Le 30 janvier 1861 à Cosne-Cours-sur-Loire, il épouse Marthe Bichier des Âges.
          - Renée Clémentine Amandine Baucheron de Boissoudy (11 février 1862 à Toulon - 28 janvier 1950 à Bourges). Le 14 avril 1896 à Paris 7, elle épouse Pierre Dubois de la Sablonière, homme politique et avocat.
          - Antoine Baucheron de Boissoudy (1864-1926), inhumé dans la crypte de la cathédrale Saint-Louis-des-Invalides[12]. Il est général de division, membre du Conseil supérieur de la guerre, fait commandeur de la Légion d'honneur en 2018 par le président de la République, Raymond Poincaré, il commande alors l'armée française de Belgique sous le commandement en chef du roi[13] puis élevé à la dignité de grand officier de la Légion d'honneur en 1921, titulaire de la croix de guerre 1914-1918[14]. Le 13 novembre 1894 à Nancy, il épouse Marie Pierre Élisabeth Charlotte de Miscault.
            - Pierre Baucheron de Boissoudy (1896 - mort pour la France le 9 avril 1916) à Esnes (Meuse)), croix de guerre avec palme.
            - Jacques Baucheron de Boissoudy (1898 - mort pour la France le 4 avril 1918) à Hangest-en-Santerre (Somme)).
            - Philippe Henri Baucheron de Boissoudy (26 juin 1905 à Toul - 10 février 1996 à Versailles)[15], titulaire de la médaille de la Résistance avec rosette, officier de la Légion d'honneur, commandeur de l'ordre national du Mérite[16], membre de l'Association des anciens honneurs héréditaires, ancien de la division Leclerc, homologué Français libre[17]. Il est ensuite ingénieur en chef des services d’agriculture de la France d’Outre-mer[16]. Il épouse Claude Delpech de Saint-Guilhem, d'où descendance.
            - Guy Baucheron de Boissoudy (8 juillet 1908 à Toul - 23 avril 1972 à Rueil-Malmaison), compagnon de la Libération, général de brigade, élevé à la dignité de grand officier de la Légion d'honneur en 1952, croix de guerre 1939-1945, médaille de la Résistance, médaille coloniale, ordre du Service distingué, commandeur de l'ordre du Ouissam alaouite, ordre du Dragon d'Annam[18]. Il épouse Françoise Marchesseau puis  Nathalie Avgerinos[19]. D'où descendance.

          - Louis Baucheron de Boissoudy (1867-1944), capitaine de vaisseau, officier de la Légion d'honneur. Il s'engage dans la Marine à 16 ans. Il sert sur la canonnière Lion, sur le croiseur porte-torpilles Foudre, sur le croiseur D'Entrecasteaux, sur le croiseur cuirassé Bruix et sur le croiseur cuirassé Gloire. Le 1er janvier 1901, il est nommé commandant du contre-torpilleur Takou. Le 8 mai 1915, il est promu capitaine de vaisseau. En mai 1916, il est nommé commandant du cuirassé garde-côtes Henri-IV[20]. Le 20 mai 1902 à Vesoul, il épouse Marie Fachard.
            - Bernard Philippe Martin Harold Baucheron de Boissoudy (1911-1979)[21], ancien élève de l'École spéciale militaire de Saint-Cyr (promotion « Mangin »), lieutenant-colonel d'infanterie. Il épouse Suzanne de Leusse. D'où descendance[19].

          - Jean Henri Antoine Baucheron de Boissoudy (23 janvier 1870 à Paris 8 - 4 juillet 1959 à Bourges), ancien élève de l'École polytechnique) (promotion 1888), colonel d'artillerie, officier de la Légion d'honneur[22].

## Armes
Les armes de la famille sont : D’azur au chevron d’or accompagné de trois étoiles du même, deux en chef et une en pointe.

## Alliances
Les principales alliances de la famille Baucheron de Boissoudy sont :

## Propriétés
La famille Baucheron de Boissoudy est propriétaire du château de Mocques dans la Nièvre.
La famille Baucheron de Lècherolle fut propriétaire du château d'Ars, dans l'Indre, jusqu'en 1980.

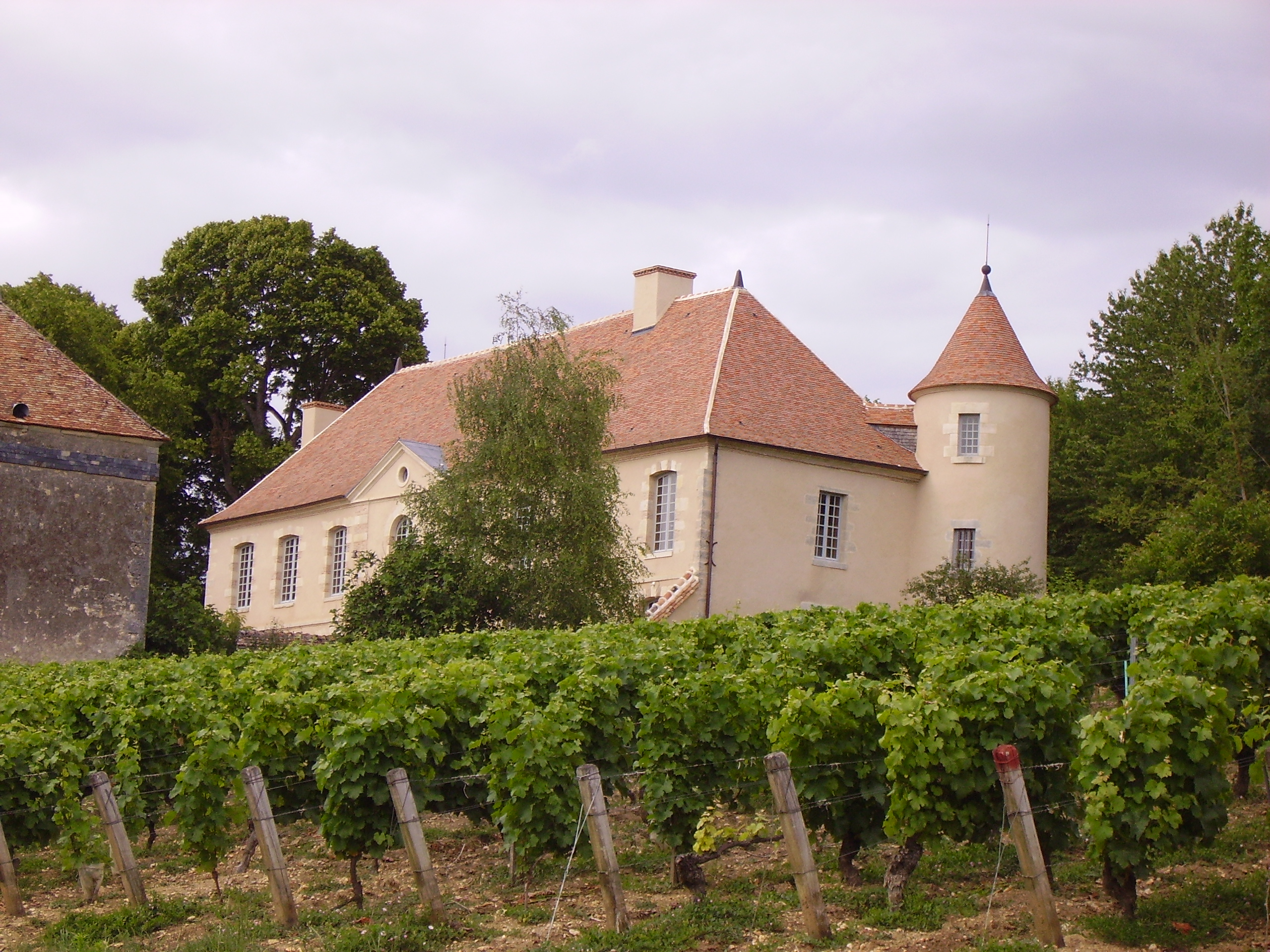
Le château de Mocques
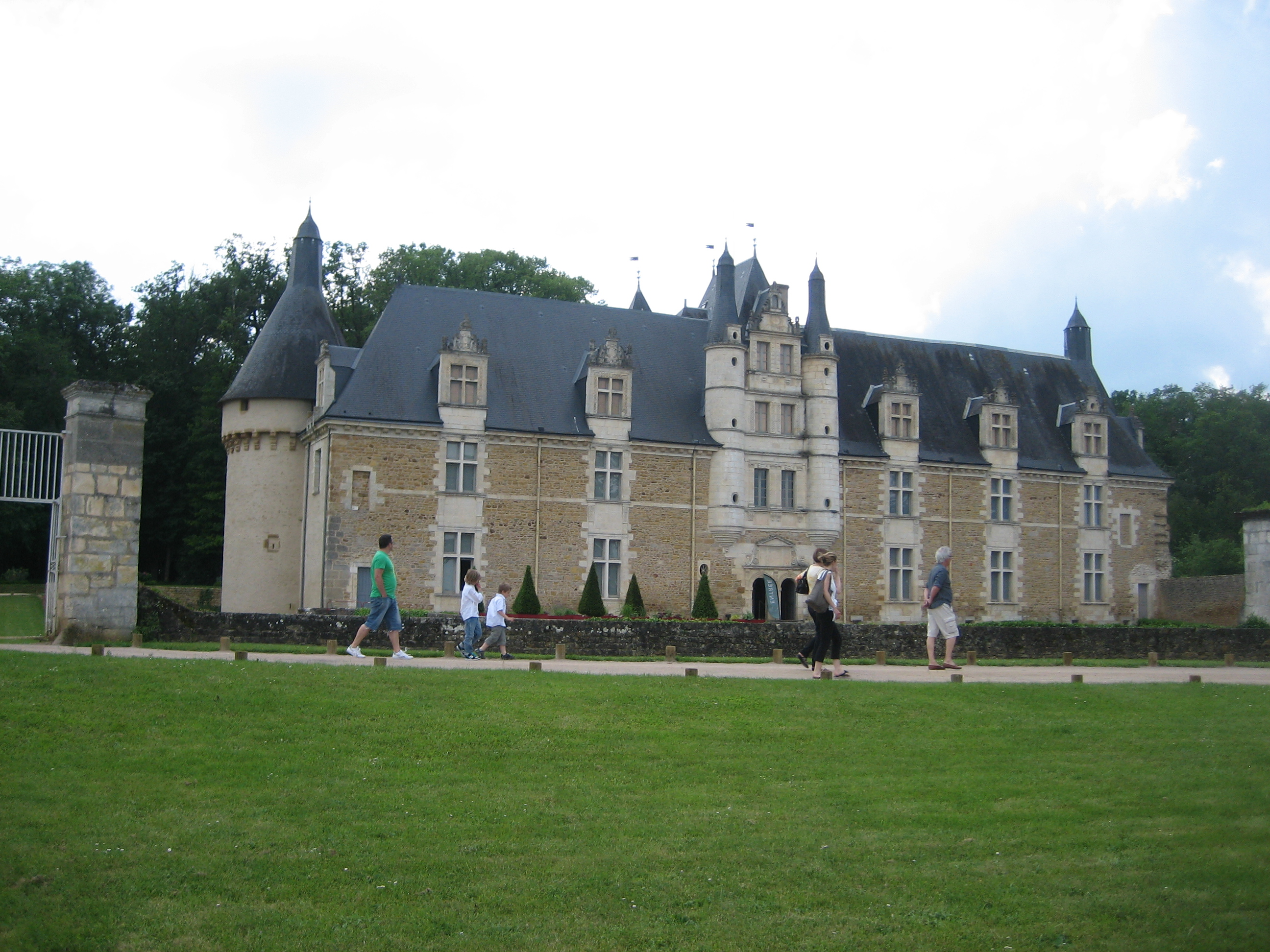
Le château d'Ars

## Pour approfondir